# Cordylomera lepesmei
Cordylomera lepesmei är en skalbaggsart som beskrevs av Duffy 1952. Cordylomera lepesmei ingår i släktet Cordylomera och familjen långhorningar.
Artens utbredningsområde är:
- Benin.
- Senegal.

Inga underarter finns listade i Catalogue of Life.